# Zaleski Bór
Zaleski Bór (biał. Залескі Бор, Zaleski Bor; ros. Залеский Бор, Zaleskij Bor) – wieś na Białorusi, w obwodzie grodzieńskim, w rejonie świsłockim, w sielsowiecie Chaniewicze, przy drodze republikańskiej R98.

## Warunki naturalne
Wieś otoczona jest dużymi kompleksami mokradeł oraz lasami. W pobliżu znajduje się Park Narodowy „Puszcza Białowieska”.

## Historia
W dwudziestoleciu międzywojennym leżał w Polsce, w województwie białostockim, w powiecie wołkowyskim, w gminie Łysków. W 1921 miejscowość liczyła 54 mieszkańców, zamieszkałych w 8 budynkach, wyłącznie Polaków. 45 mieszkańców było wyznania prawosławnego i 9 rzymskokatolickiego.
Po II wojnie światowej w granicach Związku Sowieckiego. Od 1991 w niepodległej Białorusi.